# League City
League City é uma cidade localizada no estado norte-americano do Texas, no Condado de Galveston e Condado de Harris.

## Demografia
Segundo o censo norte-americano de 2000, a sua população era de 45 444 habitantes.
Em 2006, foi estimada uma população de 65.351, um aumento de 19907 (43.8%).

## Geografia
De acordo com o Departamento do Censo dos Estados Unidos tem uma área de 135,6 km², dos quais 132,7 km² cobertos por terra e 2,9 km² cobertos por água. League City localiza-se a aproximadamente 3 metros acima do nível do mar.

## Localidades na vizinhança
O diagrama seguinte representa as localidades num raio de 8 km ao redor de League City.

## Imagens

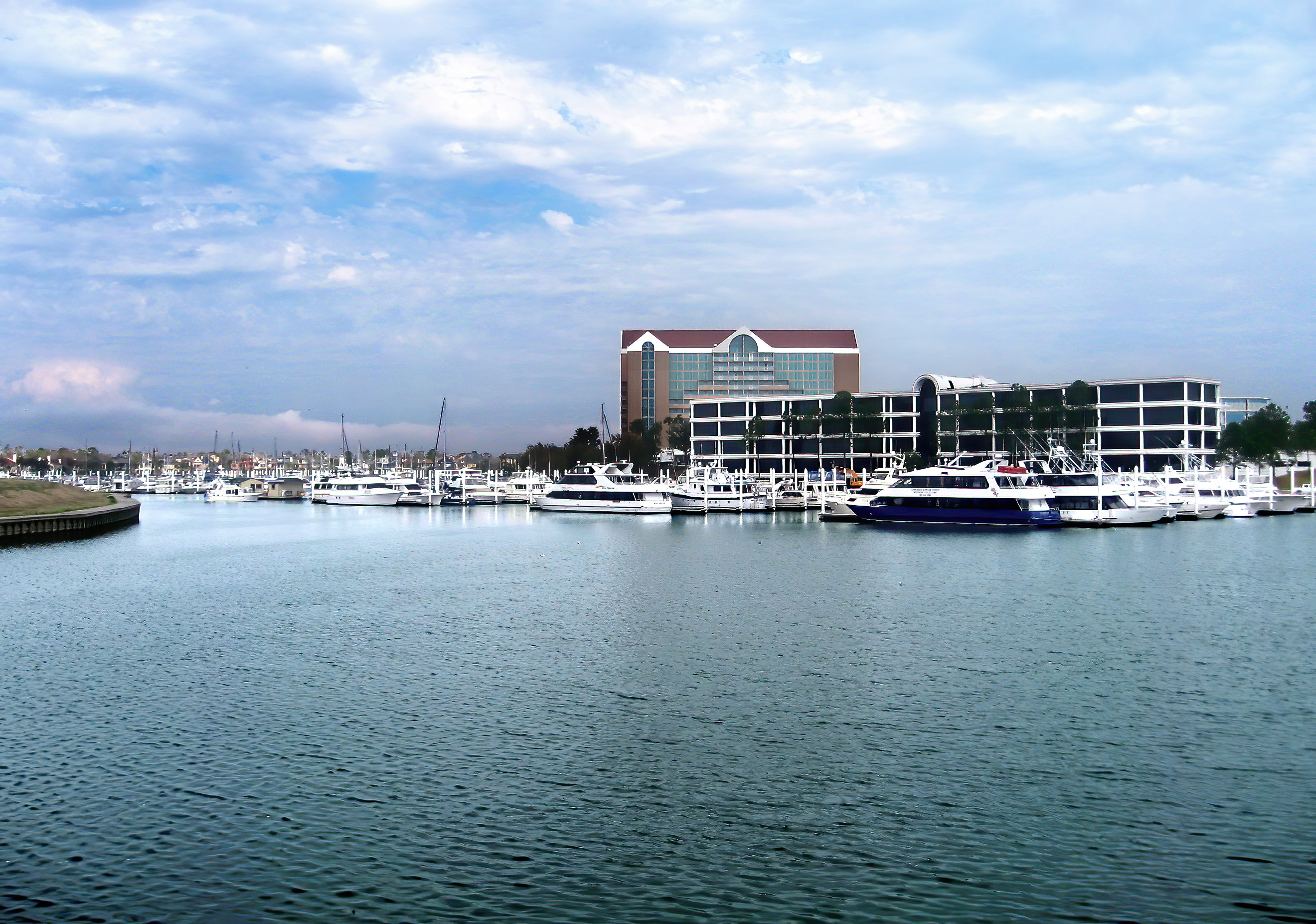
South Shore Harbor Resort e Centro de Conferência à direita
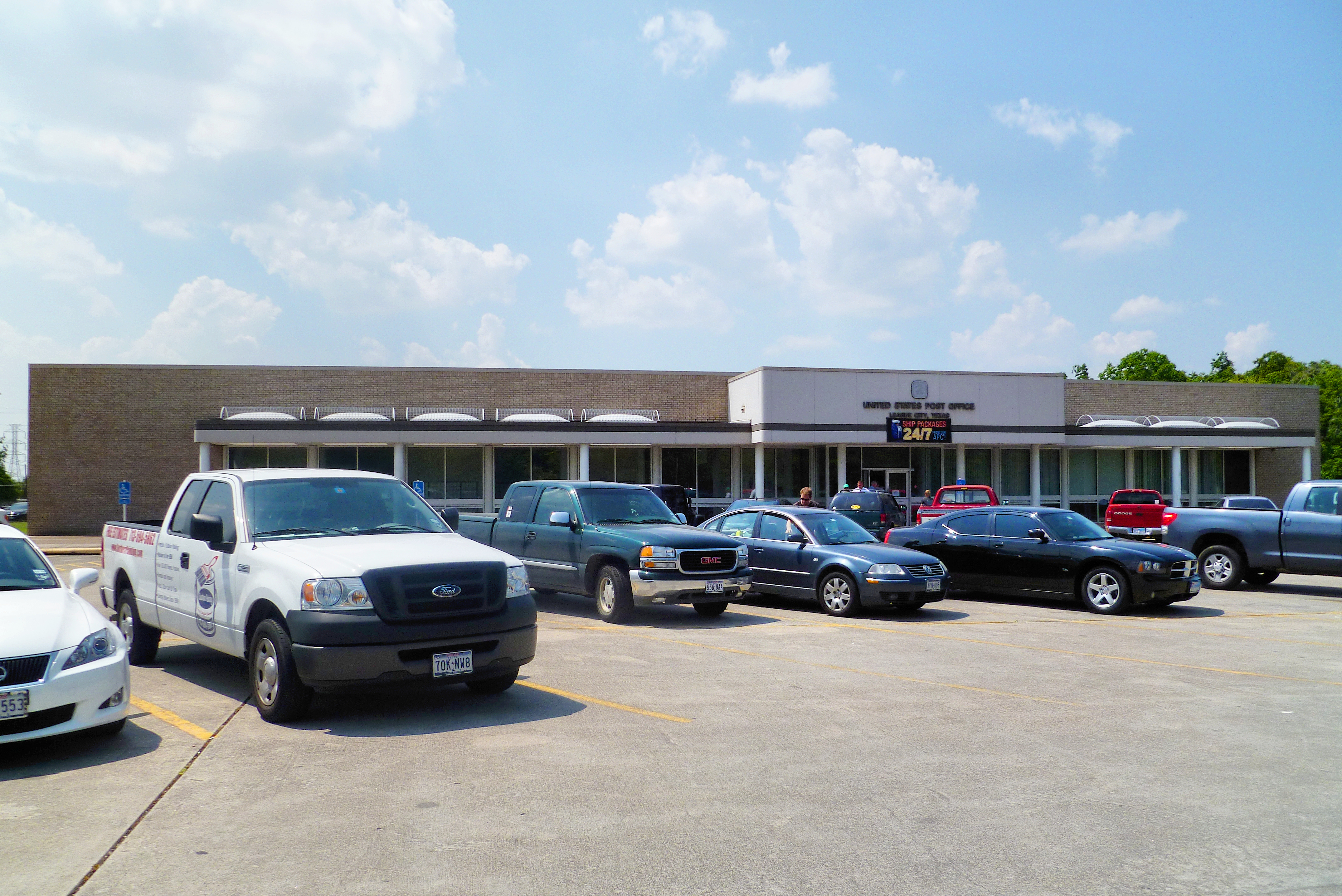
Agência dos Correios
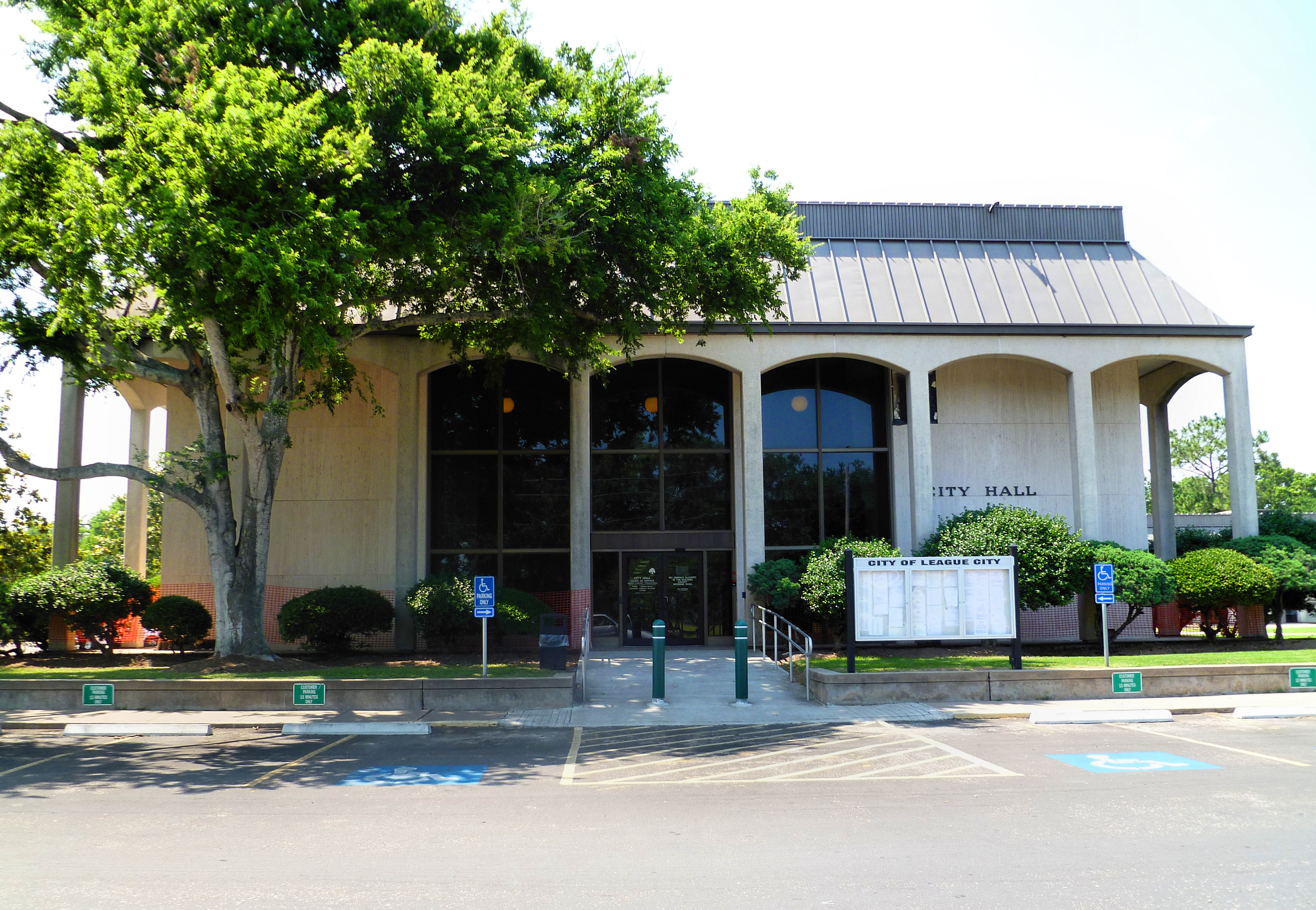
Prefeitura